# Шизоаналіз
Шизоаналіз — напрям у філософії й одночасно в психіатрії, свідомо протиставляє себе психоаналізу та виростає на базі його критики. Розроблений Жілем Дельозом і Феліксом Ґваттарі в їх двотомній праці «Анти-Едіп» і «Тисяча плато. Капіталізм і шизофренія».
Основна ідея шизоаналіза полягає в тому, що наше психічне, несвідоме функціонує за аналогією з виробництвом, у якого є інвестиції, машини виробництва (машини бажання), власне виробництво, відтворення та все з ними пов'язане.